# GhanaSat-1
GhanaSat-1 est le premier nanosatellite ghanéen à être lancé dans l'espace. Il est conçu et construit en deux ans en collaboration avec le programme Birds-1 de l'Institut de technologie de Kyushu, dont l'objectif est d'aider les pays à construire leur premier satellite.
Le satellite a pris des images, collecté des données atmosphériques, mesuré le rayonnement spatial et transmis l'audio téléchargé. GhanaSat-1 est lancé vers la Station spatiale internationale (ISS) à bord d'une fusée Falcon 9. Il est largué dans l'espace depuis le déploiement Nanoracks CubeSat sur l'ISS le 7 juillet 2017 et est utilisé pour surveiller les activités environnementales le long du littoral ghanéen. Le satellite est désorbité le 22 mai 2019.

## Contexte
Le Ghana, par l'intermédiaire de All Nations University, a construit le premier satellite ghanéen nommé Ghanasat-1. Le Ghanasat-1 est développé par trois ingénieurs à savoir Benjamin Bonsu, Ernest Matey et Joseph Quansah. L'équipe du Ghana dirigée par Benjamin Bonsu a rejoint le programme satellite conjoint mondial multi-nations Birds, soutenu par l'Institut de technologie de Kyushu (KIT) du Japon, qui est un projet de satellite interdisciplinaire transfrontalier destiné aux pays non spatiaux. Le projet Birds-1 comprenait quatre pays invités : le Ghana, la Mongolie, le Nigeria et le Bangladesh. GhanaSat-1 est le premier satellite ghanéen lancé en orbite, entièrement financé par l'Université All Nations. Cette grande réussite fait de l'Université All Nations la première université privée d'Afrique à lancer un satellite en orbite.

## Design et développement
GhanaSat-1 est assemblé et testé par trois étudiants, à savoir Benjamin Bonsu, Ernest Matey et Joseph Quansah de l'Université All Nations. Les cinq CubeSats 1U, quatre construits par les pays invités et un par l'Institut de technologie de Kyushu (Japon), étaient tous identiques dans leur conception. La période de deux ans couvrant le développement, la construction, le lancement et l'exploitation des satellites a mobilisé trois étudiants universitaires de chacun des cinq pays participants. Le satellite a coûté environ 500 000 dollars américains à fabriquer et à lancer.
GhanaSat-1 était un nanosatellite pesant environ 1 kg. L’électricité était produite à partir de cellules solaires et stockée dans des batteries. Le satellite avait la forme d'un cube et mesurait 10 cm de chaque côté. Le satellite transportait des caméras basse et haute résolution qui prenaient des photos du Ghana et surveillaient le littoral du pays. Le satellite avait la capacité de recevoir les chansons demandées depuis le sol et de les transmettre depuis l'espace ; l'hymne national du Ghana était l'une des chansons diffusées en orbite. Enfin, le satellite a mesuré les effets des rayonnements spatiaux sur les microprocesseurs commerciaux.
GhanaSat-1 est confié à l'Agence japonaise d'exploration aérospatiale (JAXA) le 9 février 2017, puis transféré à la National Aeronautics and Space Administration (NASA) le 12 février 2017. La désignation GhanaSat-1 Birds est Bird GG.

## Mission

### Lancement

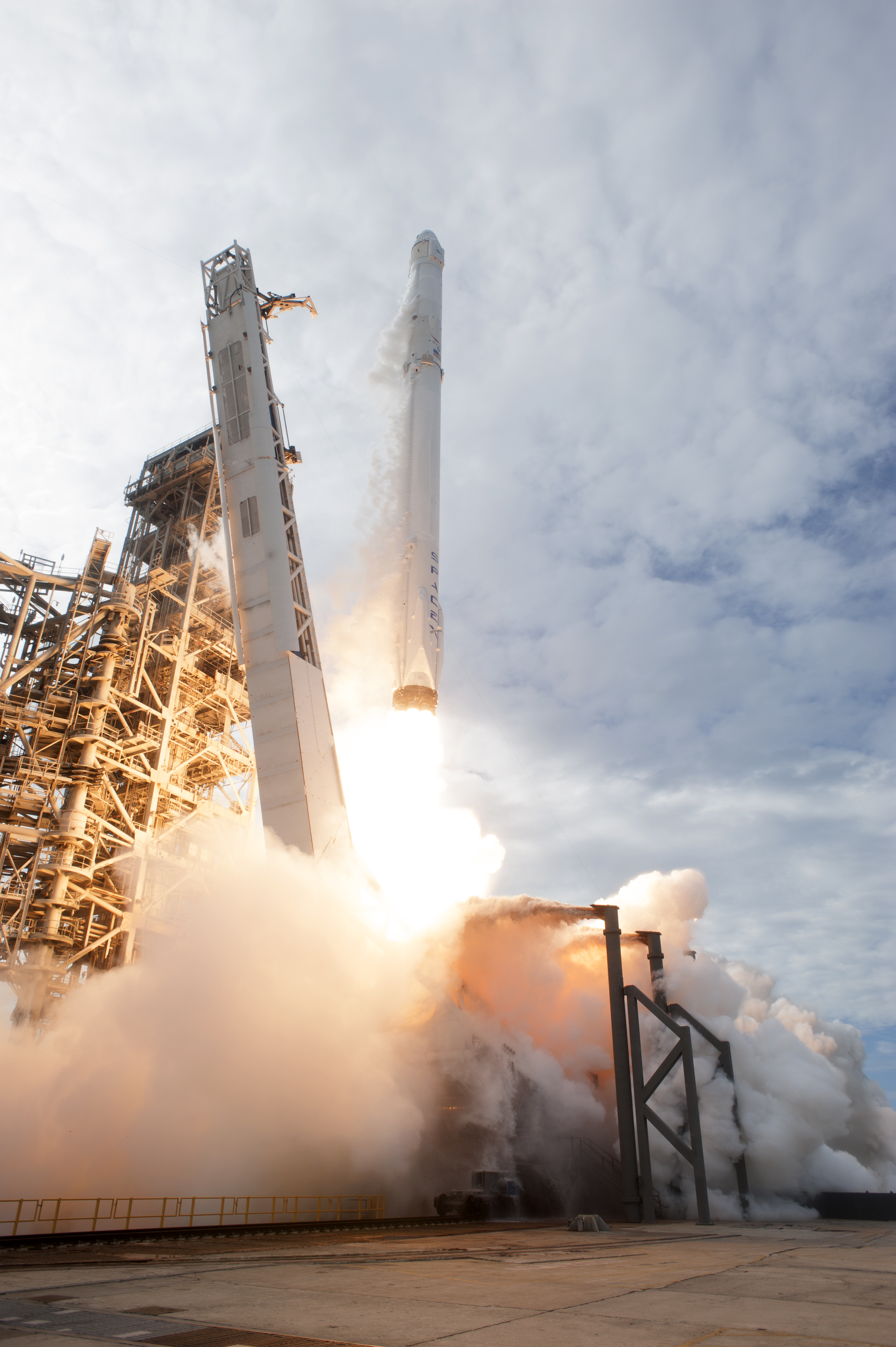
Lancement SpaceX du CRS-11 avec GhanaSat-1 à bord.

SpaceX a lancé le satellite lors de sa mission CRS-11 vers la Station spatiale internationale le 3 juin 2017. Le satellite est transporté dans un vaisseau spatial Dragon sur une fusée Falcon 9, lancée depuis le Kennedy Space Center de la NASA, LC-39A. Il s'agissait du 100e lancement du LC-39A et de la première fois que SpaceX réutilisait l'une de ses capsules Dragon. Cette mission transportait également des CubeSats du Japon, du Bangladesh, du Nigeria et de Mongolie. Les satellites du Bangladesh (BRAC Onnesha) et de Mongolie (Mazaalai) sont les premiers satellites de ces pays.
GhanaSat-1 est largué par un astronaute japonais depuis le déploiement Nanoracks CubeSat, situé dans le module japonais Kibō de la Station spatiale internationale, le 7 juillet 2017. Le lancement du satellite est retransmis en direct et regardé par plus de 400 personnes à l'Université All Nations. Le satellite tourne autour de la Terre à une altitude de 400 km et à une inclinaison de 51,64°, effectuant une orbite autour de la planète toutes les 92,57 minutes à une vitesse de 7,67 km/s,.

### Opérations
Le satellite était avant tout un démonstrateur technologique et un satellite d'observation de la Terre. Les scientifiques ghanéens ont pris des images du littoral ghanéen à des fins de cartographie. Le directeur par intérim du Laboratoire de technologie des systèmes spatiaux de l'Université All Nations, Richard Damoah considère que ce projet aide également à former la prochaine génération sur l'usage des satellites afin de surveiller l'activité dans la région telle que l'exploitation minière illégale. Le satellite communique avec sept stations au sol : une dans chacun des pays participant au programme Birds-1, et une en Thaïlande et à Taiwan. Le satellite est le dernier du groupe Birds-1 à se désorbiter, terminant sa mission le 22 mai 2019.

## Projet futur
L'université prévoit de se coordonner avec le gouvernement pour construire GhanaSat-2 et GhanaSat-3. L'objectif principal de GhanaSat-2 est de surveiller la pollution de l'eau, l'exploitation minière illégale et la déforestation,. Le travail du Japon avec les pays non spatiaux se poursuit avec les Philippines, le Bhoutan et la Malaisie via Birds-2, lancé en 2018 avec SpaceX CRS-15.